# Atractogyne gabonii
Atractogyne gabonii là một loài thực vật có hoa trong họ Thiến thảo. Loài này được Pierre mô tả khoa học đầu tiên năm 1896.